# Nothing Has Changed
Nothing Has Changed (стилизованно под Nothing has changed.; с англ. — «Ничего не изменилось») — сборник британского рок-музыканта Дэвида Боуи, выпущенный 18 ноября 2014 года на лейблах Parlophone в Великобритании и Columbia Records/Legacy Recordings в США. Компиляция издавалась в четырёх форматах: версия на трёх компакт-дисках (упорядоченная в обратном хронологическом порядке), версия на двух компакт-дисках (упорядочена в хронологическом порядке), версия на двойном виниле и версия на одном компакт-диске, выпущенная эксклюзивно для некоторых стран.
Nothing Has Changed — это первый сборник охватывающий всю музыкальную карьеру Боуи — от первого сингла «Liza Jane» (1964) до «Sue (Or in a Season of Crime)» — новой композиции, записанной специально для его релиза. Все четыре версии сборника включают отличающиеся друг от друга песни и их версии. Трехдисковый вариант компиляции включает большинство из них, например, песни из альбома Toy 2001 года. Также для всех видов сборника характерны многочисленные ошибки в описании песен. Название, Nothing Has Changed, было вдохновлено строчкой из песни «Sunday» альбома Heathen, 2002 года. Все версии сборника выпускались с разными обложками, разработанными дизайнером Джонатаном Барнбруком. На каждой из них Боуи изображён перед зеркалом.
Nothing Has Changed дебютировал с 9-й строчки национального британского чарта, став 29-м альбомом Боуи попавшим в Top-10 этого хит-парада. После смерти музыканта, в 2016 году, сборник вернулся в чарт — добравшись до 5-го места, а также отметился в хит-парадах некоторых других стран. Впоследствии он получил «платиновый» статус на родине музыканта. Критики особенно хвалили трехдисковый вариант сборника, отмечая его обратную хронологическую последовательность как предлагающую по-иному взглянуть на карьеру артиста. Чаще всего альбом критиковали за отсутствие песен группы Tin Machine, а также за малый охват «Берлинской трилогии». Тем не менее, он считается одной из лучших компиляций, выпущенных за всю карьеру Дэвида Боуи.
Переосмысленная версия двухдискового издания Nothing Has Changed была выпущена 11 ноября 2016 года под названием Legacy. Она включает песни из последнего альбома музыканта Blackstar (2016).

## Предыстория
9 сентября 2014 года на веб-сайте Боуи и его странице в Facebook появилось сообщение: «С большим удовольствием объявляем о предстоящем выпуске сборника, охватывающем пятьдесят лет музыкальной карьеры Дэвида Боуи с момента его дебютного сингла „Liza Jane“ и вплоть до совершенно новой песни, сделанной в этом году. „Nothing Has Changed“ включает материал из всех периодов карьеры Боуи, а также совершенно новый сингл „Sue (Or in a Season of Crime)“, который был записан специально для этой компиляции с многолетним соавтором музыканта — Тони Висконти». Название сборника было навеяно строчкой из песни «Sunday» (альбом Heathen, 2002 года).
Все четыре формата сборника предлагают отличающиеся друг от друга содержание песен и миксов. Трехдисковая версия включает песни из неизданного альбома Toy (2001): «Your Turn to Drive», который ранее выпускалась только в виде цифрового сингла, а также ранее не издававшуюся перезаписанную версию «Let Me Sleep Beside You», а также перемикшированную Кеном Скоттом песню «Life on Mars?» (2003), перемикшированную Тони Висконти песню «Young Americans» (2007), стереомикс «All the Young Dudes» и радиоверсию песни «Love Is Lost (Hello Steve Reich mix)» длительностью 4 минуты 8 секунд (последние два трека также включены в двухдисковую версию сборника). Все форматы содержат то, что биограф Николас Пегг называл «прорывным» синглом — «Starman», в то время как версии на одном и двух дисках содержат промоверсию композиции «Absolute Beginners».
Однако сборник также содержит многочисленные несоответствия в списке композиций. Так, «UK stereo mix» песни «Space Oddity», включённый в виниловое издание и однодисковую версию, является новым вариантом ремастера 2015 года (Пегг также отмечает, что песня была записана в моно). Версия «Diamond Dogs» представляет собой новый вариант песни, содержащий как нарастание, так и раннее затухание музыки, а в песне «Ziggy Stardust» отредактированы последние гитарные ноты. Песня, фигурирующая под названием «Fashion (single version)», не является оригинальной версией сингла и была отредактирована. Версии «Under Pressure», «Dancing in the Street» и «Buddha of Suburbia» являются оригинальными синглами, но не указаны как таковые. «Silly Boy Blue», 18-й трек на третьем диске, включает некорректные данные о его головном альбоме — Space Oddity (1969), он был выпущен на первой пластинке Боуи — David Bowie (1967). В сборнике полностью отсутствует материал группы Tin Machine, его «Берлинская трилогия» представлена только одной песней, а концертных записей фактически нет.

## Выпуск
Nothing Has Changed был выпущен 18 ноября 2014 года на лейблах Parlophone в Великобритании, а также Columbia Records и Legacy Recordings — в США. Сборник издавался в четырёх форматах: версия на трёх компакт-дисках (упорядоченная в обратном хронологическом порядке), версия на дух компакт-дисках (упорядоченная в хронологическом порядке), версия на двойном виниле и версия на одном компакт-диске, выпущенная эксклюзивно в ряде стран.
Все версии сборника имели разные обложки. Их автором выступил Джонатан Барнбрук, ранее занимавшийся созданием изображения для альбомов Heathen (2002), Reality (2003), The Next Day (2013), а также Blackstar (2016) — в дальнейшем. Изображения для обложек базировались на снимках, сделанных в разные периоды жизни музыканта, на каждом из них Боуи вглядывается в зеркало.
Переосмысленная версия двухдискового издания Nothing Has Changed была выпущена 11 ноября 2016 года под названием Legacy. Она включает песни из последнего альбома музыканта Blackstar (2016). По сравнению с Nothing Has Changed список композиций Legacy изменён следующим образом: вместо «Love Is Lost» и «Sue (Or in a Season of Crime)» добавлены песни из Blackstar «Lazarus» и «Can’t Give Everything Away», а также радиоверсия «Slow Burn» (которая также присутствует в трехдисковой версии Nothing Has Changed). Кроме того, оригинальная версия «Life on Mars?» заменена на ранее не издававшийся микс Кена Скотта.

### Коммерческие показатели
Nothing Has Changed дебютировал в национальном британском чарте на 9-м месте, став для Боуи 29-м альбомом попавшим в Top-10 у себя на родине (тем не менее он вскоре вылетел из Top-30). Несмотря на то, что в течение 2015 года он ещё четырежды попадал в Top-100, сборник так и не поднялся выше 40-го места.
15 января 2016 года альбом вернулся в чарт поднявшись до 5-й позиции, всплеск интереса был связан со смертью Боуи неделей ранее. Двумя неделями позже, 29 января, Nothing Has Changed по прежнему оставался на пятом месте, за неделю до этого четыре других альбома Боуи попали в десятку лучших, что сделало Боуи первым артистом, который пять альбомов которого одновременно находились в Top-10 хит-парада Великобритании, уступив только Майклу Джексону, который сделал то же самое с шестью альбомами (в июле 2009 года, также на фоне кончины музыканта). На тот момент, в общей сложности в Top-40 находилось 12 пластинок музыканта. Благодаря этому он сравнялся с рекордом Элвиса Пресли, после его смерти в 1977 году. Помимо этого, Nothing Has Changed обновил рекордные показатели в странах, где никогда не входило в первую десятку, поднявшись на первое место чарта Новой Зеландии (где лидировал четыре недели подряд), на третье в Австралии, на четвёртое в Австрии и Германии и на пятое в Швейцарии. Сборник также вошел в Top-10 хит-парадов Бельгии, Венгрии, Италии и Нидерландов.

## Отзывы критиков
| Совокупная оценка   | Совокупная оценка |
| Источник            | Оценка            |
| ------------------- | ----------------- |
| Metacritic          | 86/100            |
| Оценки критиков     |                   |
| Источник            | Оценка            |
| AllMusic            | [ 18 ]            |
| Magnet              | [ 19 ]            |
| Drowned in Sound    | [ 20 ]            |
| Pitchfork           | 8.8/10            |
| Mojo                | [ 22 ]            |
| Under the Radar     | [ 23 ]            |
| Q                   | [ 24 ]            |
| PopMatters          | [ 25 ]            |
| Classic Rock        | [ 26 ]            |
| American Songwriter | [ 27 ]            |

Сборник Nothing Has Changed, особенно его трехдисковая версия, был тепло встречен критиками. В частности, рецензенты единодушно хвалили его обратную хронологическую последовательность. Стивен Томас Эрлевайн, в своём обзоре для AllMusic, заявил: «Это хитрый способ пересмотреть и изменить контекст карьеры, которая была скомпилирована за много, много лет до этого». Эван Соди из PopMatters выражал схожую мысль, писав, что последовательность трехдисковой версии создает «захватывающий слуховой опыт», позволяя слушателю с самого начала прочувствовать «странность» Боуи, а также дать представление о влиянии артиста. Коди Рэй Шэфер из Under the Radar также похвалил необычную последовательность трехдисковой версии, отметив, что благодаря этому слушатель оценит артиста совершенно по-другому. Шэфер также похвалил новый трек «Sue», написав, что он «разительно отличается от всего, что Боуи делал раньше».
Многие обозреватели называли трёхдисковую версию сборника одной из лучших компиляций в карьере Боуи, в том числе Эрлевайн, который хвалил её как «[релиз], который позволяет нам услышать хорошо знакомого артиста совершенно по-новому». Анджей Луковский из Drowned in Sound назвал сборник «памятником выдающейся 50-летней карьере [музыканта]» и «манифестом собственной уверенности в качестве материала выпущенного после своего суперзвёздного периода, который, несомненно, считается самым лучшим среди артистов его уровня [также выпускавших альбомы после периода славы]». Обозреватель портала PopMatters охарактеризовал Nothing Has Changed как «захватывающую отправную точку для полу-казуального погружения в творчество Измождённого Белого Герцога», подчеркнув, что «сборник чертовски близок к совершенству, насколько это возможно в антологии Боуи». В схожем ключе Хэл Горовиц из журнала American Songwriter счёл трехдисковую версию лучшим способом начать знакомство с музыкой Боуи для неискушённого слушателя, а также для поклонников музыканта, чтобы узнать получше его поздний материал — периода The Next Day. Рецензент журнала Classic Rock назвал сборник «отличным способом освежить зачастую слишком заезженный каталог [Боуи]». Дуглас Воулк из Pitchfork поддержал мнение своих коллег написав, что из всех выпущенных форматов трехдисковая версия является «жемчужиной». Он раскритиковал двухдисковый вариант компиляции как незначительное переосмысление сборника Best of Bowie 2002 года, заявив также, что «в нём … отсутствует большая часть того, что делает волшебным этого конкретного музыканта»; при этом, он заявил, что виниловая версия сборника — чуть лучше.
Несмотря на широкое признание, сборник подвергся критике за отсутствие песен, записанных Боуи с группой Tin Machine. Холовиц посетовал: «Это логическое упущение, всё же это часть его творчества, заслуживающая хотя бы реверанса». По мнению Луковски отсутствие материала Tin Machine было «единственным большим минусом» сборника. Несмотря на то, что Воулк поддержал коллег, назвав упущение с Tin Machine слабым местом компиляции, он был ещё более разочарован отсутствием таких песен, как «Suffragette City», «DJ» и «John, I’m Only Dancing». Ряд рецензентов сошлись во мнении, что некоторые периоды карьеры Боуи, в том числе «Берлинская трилогия», представлены не полно. Так, Эван Соуди посетовал, что отсутствие большего количества песен этого периода разочаровывает, особенно на фоне включения раритетов из неизданного (на тот момент) проекта Toy. В всою очередь, Эрлевайн упрекал составителей в малом освещении эпохи Зигги Стардаста. И Воулк, и Горовиц раскритиковали включение песни «Dancing in the Street». Некоторые рецензенты сочли название сборника ироничным, поскольку на протяжении долгой карьеры артист менялся неоднократно.

## Список композиций
Все песни написаны Дэвидом Боуи, за исключением отмеченных.

### Двухдисковое издание
| №   | Название                                                                                         | Автор(ы)                                        | Альбом | Длительность |
| --- | ------------------------------------------------------------------------------------------------ | ----------------------------------------------- | --- | ------------ |
| 1.  | «Space Oddity»                                                                                   |                                                 | Space Oddity (1969) | 5:14         |
| 2.  | «The Man Who Sold the World»                                                                     |                                                 | The Man Who Sold the World                                                                                                   | 3:57         |
| 3.  | «Changes»                                                                                        |                                                 | Hunky Dory | 3:35         |
| 4.  | «Oh! You Pretty Things»                                                                          |                                                 | Hunky Dory | 3:12         |
| 5.  | «Life on Mars?»                                                                                  |                                                 | Hunky Dory | 3:49         |
| 6.  | «Starman» (оригинальная сингловая версия)                                                        |                                                 | The Rise and Fall of Ziggy Stardust and the Spiders from Mars; сингл-микс, выпущенный за несколько месяцев до выхода альбома | 4:12         |
| 7.  | «Ziggy Stardust»                                                                                 |                                                 | The Rise and Fall of Ziggy Stardust and the Spiders from Mars                                                                | 3:12         |
| 8.  | «Moonage Daydream»                                                                               |                                                 | The Rise and Fall of Ziggy Stardust and the Spiders from Mars                                                                | 4:39         |
| 9.  | «The Jean Genie» (оригинальный сингловый микс)                                                   |                                                 | Aladdin Sane; сингловый микс выпущенный в 1972 году                                                                          | 4:05         |
| 10. | «All the Young Dudes» (ранее не издававшийся стереомикс, подаренный Боуи группе Mott the Hoople) |                                                 | Записан для альбома Aladdin Sane и перезаписан/перевыпущен для альбома группы Mott the Hoople All the Young Dudes            | 3:08         |
| 11. | «Drive-In Saturday»                                                                              |                                                 | Aladdin Sane | 4:30         |
| 12. | «Sorrow»                                                                                         | Боб Фельдман, Джерри Голдштейн, Ричард Готтерер | Pin Ups | 2:53         |
| 13. | «Rebel Rebel»                                                                                    |                                                 | Diamond Dogs | 4:30         |
| 14. | «Young Americans» (2007, перемикшированная Тони Висконти американская версия сингла)             |                                                 | Young Americans | 3:13         |
| 15. | «Fame»                                                                                           | Боуи, Джон Леннон, Карлос Аломар                | Young Americans | 4:16         |
| 16. | «Golden Years» (сингловая версия)                                                                |                                                 | Station to Station; сингловая версия была выпущена годом ранее                                                               | 3:27         |
| 17. | «Sound and Vision»                                                                               |                                                 | Low | 3:03         |
| 18. | «„Heroes“» (сингловая версия)                                                                    | Боуи, Брайан Ино                                | «Heroes» | 3:33         |
| 19. | «Boys Keep Swinging»                                                                             | Боуи, Ино                                       | Lodger | 3:17         |
| 20. | «Fashion» (сингловая версия)                                                                     |                                                 | Scary Monsters (and Super Creeps)                                                                                            | 3:26         |
| 21. | «Ashes to Ashes» (сингловая версия)                                                              |                                                 | Scary Monsters (and Super Creeps)                                                                                            | 3:35         |

| №   | Название | Автор(ы)                                                     | Альбом                                        | Длительность |
| --- | --- | ------------------------------------------------------------ | --------------------------------------------- | ------------ |
| 1.  | «Under Pressure» (совместно с Queen)                                                                           | Боуи, Джон Дикон, Брайан Мэй, Фредди Меркьюри, Роджер Тейлор | Hot Space                                     | 4:08         |
| 2.  | «Let’s Dance» (сингловая версия)                                                                               |                                                              | Let’s Dance                                   | 4:08         |
| 3.  | «China Girl» (сингловая версия)                                                                                | Боуи, Игги Поп                                               | Let's Dance                                   | 4:15         |
| 4.  | «Modern Love» (сингловая версия)                                                                               |                                                              | Let’s Dance                                   | 3:56         |
| 5.  | «Blue Jean» |                                                              | Tonight                                       | 3:11         |
| 6.  | «This Is Not America» (совместно с Pat Metheny Group)                                                          | Боуи, Лайл Мэйс, Пат Метени                                  | Саундтрек к фильму The Falcon and the Snowman | 3:51         |
| 7.  | «Dancing in the Street» (дуэт с Миком Джаггером)                                                               | Марвин Гэй, Уильям «Микки» Стивенсон, Айви Джо Хантер        | Внеальбомный сингл                            | 3:10         |
| 8.  | «Absolute Beginners» (промосингл)                                                                              |                                                              | Саундтрек к фильму Absolute Beginners         | 4:46         |
| 9.  | «Jump They Say»                                                                                                |                                                              | Black Tie White Noise                         | 3:54         |
| 10. | «Hallo Spaceboy» (ремикс дуэта Pet Shop Boys; совместно с Pet Shop Boys)                                       | Боуи, Ино                                                    | Outside                                       | 4:25         |
| 11. | «Little Wonder» (сингловая версия)                                                                             | Боуи, Ривз Гэбрелс, Марк Плати                               | Earthling                                     | 3:42         |
| 12. | «I’m Afraid of Americans» (V1 Trent Reznor remix) (радиоверсия)                                                | Боуи, Ино                                                    | Earthling                                     | 4:25         |
| 13. | «Thursday’s Child» (радиоверсия)                                                                               | Боуи, Гэбрелс                                                | ‘hours…’                                      | 4:26         |
| 14. | «Everyone Says 'Hi'»                                                                                           |                                                              | Heathen                                       | 3:29         |
| 15. | «New Killer Star» (радиоверсия)                                                                                |                                                              | Reality (2003)                                | 3:43         |
| 16. | «Love Is Lost» (отредактированная версия ремикса „Hello Steve Reich“ сделанного Джеймсом Мёрфи для лейбла DFA) |                                                              | The Next Day Extra (2013)                     | 4:07         |
| 17. | «Where Are We Now?»                                                                                            |                                                              | The Next Day (2013)                           | 4:09         |
| 18. | «Sue (Or in a Season of Crime)» (совместно с Maria Schneider Orchestra)                                        | Боб Бхамра, Боуи, Мария Шнайдер, Пол Бэйтман                 | Полноформатная оригинальная сингловая версия  | 7:23         |

### Трёхдисковое издание
| №   | Название | Автор(ы)                                                           | Альбом | Длительность |
| --- | --- | ------------------------------------------------------------------ | --- | ------------ |
| 1.  | «Sue (Or in a Season of Crime)» (совместно с Maria Schneider Orchestra)                                        | Боб Бхамра, Боуи, Мария Шнайдер, Пол Бэйтман                       | Полноформатная оригинальная сингловая версия | 7:25         |
| 2.  | «Where Are We Now?»                                                                                            |                                                                    | The Next Day | 4:09         |
| 3.  | «Love Is Lost» (отредактированная версия ремикса „Hello Steve Reich“ сделанного Джеймсом Мёрфи для лейбла DFA) |                                                                    | The Next Day Extra | 4:07         |
| 4.  | «The Stars (Are Out Tonight)»                                                                                  |                                                                    | The Next Day | 3:57         |
| 5.  | «New Killer Star» (радиоверсия)                                                                                |                                                                    | Reality | 3:43         |
| 6.  | «Everyone Says 'Hi'» (отредактированная версия)                                                                |                                                                    | Heathen | 3:29         |
| 7.  | «Slow Burn» (радиоверсия)                                                                                      |                                                                    | Heathen | 3:57         |
| 8.  | «Let Me Sleep Beside You»                                                                                      |                                                                    | Toy (2011); записана в 2000 году; оригинальная версия 1967 года выпускалась на сборнике The World of David Bowie (1970), а также входила в саундтрек фильма Love You till Tuesday (1984) | 3:11         |
| 9.  | «Your Turn to Drive» (также известна как «Toy (Your Turn to Drive)»)                                           |                                                                    | Toy | 4:53         |
| 10. | «Shadow Man»                                                                                                   |                                                                    | Toy; первоначально записана в 1971 году для альбома The Rise and Fall of Ziggy Stardust and the Spiders from Mars                                                                        | 4:45         |
| 11. | «Seven» (Marius de Vries mix)                                                                                  | Боуи, Ривз Гэбрелс                                                 | Hours | 4:13         |
| 12. | «Survive» (Marius de Vries mix)                                                                                | Боуи, Гэбрелс                                                      | Hours | 4:17         |
| 13. | «Thursday's Child» (радиоверсия)                                                                               | Боуи, Гэбрелс                                                      | Hours | 4:26         |
| 14. | «I'm Afraid of Americans» (V1; радиоверсия)                                                                    | Боуи, Брайан Ино                                                   | Earthling | 4:25         |
| 15. | «Little Wonder» (сингловая версия)                                                                             | Боуи, Гэбрелс, Плати                                               | Earthling | 3:41         |
| 16. | «Hallo Spaceboy» (ремикс дуэта Pet Shop Boys; совместно с Pet Shop Boys)                                       | Боуи, Ино                                                          | Первоначально выпущена в альбоме Outside; Pet Shop Boys сделали ремикс годом позже | 4:25         |
| 17. | «The Hearts Filthy Lesson» (радиоверсия)                                                                       | Боуи, Ино, Гэбрелс, Майк Гарсон, Эрдал Кызылчай, Стерлинг Кэмпбелл | Outside | 3:34         |
| 18. | «Strangers When We Meet» (сингловая версия)                                                                    |                                                                    | Outside; первоначально выпущена как часть саундтрека The Buddha of Suburbia (1993) | 4:18         |

| №   | Название                                                  | Автор(ы)                                                     | Альбом | Длительность |
| --- | --------------------------------------------------------- | ------------------------------------------------------------ | --- | ------------ |
| 1.  | «The Buddha of Suburbia»                                  |                                                              | The Buddha of Suburbia                                                                                          | 4:24         |
| 2.  | «Jump They Say» (радиоверсия)                             |                                                              | Black Tie White Noise                                                                                           | 3:53         |
| 3.  | «Time Will Crawl» (MM remix)                              |                                                              | Оригинальная версия была выпущена в альбоме Never Let Me Down (1987); ремикс выпущен на сборнике iSelect (2008) | 4:20         |
| 4.  | «Absolute Beginners» (сингловая версия)                   |                                                              | Саундтрек к фильму Absolute Beginners                                                                           | 5:35         |
| 5.  | «Dancing in the Street» (совместно с Миком Джаггером)     | Марвин Гэй, Уильям «Микки» Стивенсон, Айви Джо Хантер        | Внеальбомный сингл записанный для фестиваля Live Aid                                                            | 3:10         |
| 6.  | «Loving the Alien» (сингловый ремикс)                     |                                                              | Оригинальная версия выпущена в альбоме Tonight; ремикс был выпущен годом позже                                  | 4:42         |
| 7.  | «This Is Not America» (совместно с the Pat Metheny Group) | Боуи, Лайл Мэйс, Пат Метени                                  | Саундтрек к фильму The Falcon and the Snowman                                                                   | 3:51         |
| 8.  | «Blue Jean»                                               |                                                              | Tonight | 3:11         |
| 9.  | «Modern Love» (сингловая версия)                          |                                                              | Let's Dance | 3:56         |
| 10. | «China Girl» (сингловая версия)                           | Боуи, Остерберг (Игги Поп)                                   | Let's Dance; оригинальная версия выпущена в альбоме Игги Попа The Idiot                                         | 4:15         |
| 11. | «Let's Dance» (сингловая версия)                          |                                                              | Let's Dance | 4:08         |
| 12. | «Fashion» (сингловая версия)                              |                                                              | Scary Monsters (and Super Creeps)                                                                               | 3:26         |
| 13. | «Scary Monsters (And Super Creeps)» (сингловая версия)    |                                                              | Scary Monsters (and Super Creeps)                                                                               | 3:32         |
| 14. | «Ashes to Ashes» (сингловая версия)                       |                                                              | Scary Monsters (and Super Creeps)                                                                               | 3:35         |
| 15. | «Under Pressure» (совместно с Queen)                      | Боуи, Джон Дикон, Брайан Мэй, Фредди Меркьюри, Роджер Тейлор | Внеальбомный сингл (1981); впоследствии песня выпущена в альбоме Queen Hot Space                                | 4:04         |
| 16. | «Boys Keep Swinging»                                      | Боуи, Ино                                                    | Lodger | 3:17         |
| 17. | «„Heroes“» (сингловая версия)                             | Боуи, Ино                                                    | «Heroes» | 3:33         |
| 18. | «Sound and Vision»                                        |                                                              | Low | 3:03         |
| 19. | «Golden Years» (сингловая версия)                         |                                                              | Station to Station; сингловая версия, была выпущена годом ранее                                                 | 3:27         |
| 20. | «Wild Is the Wind» (ремикс Гарри Мэслина 2010 года)       | Дмитрий Тёмкин, Нед Вашингтон                                | Station to Station                                                                                              | 6:05         |

| №   | Название | Автор(ы)                                        | Альбом | Длительность |
| --- | --- | ----------------------------------------------- | --- | ------------ |
| 1.  | «Fame» | Боуи, Джон Леннон, Карлос Аломар                | Young Americans | 4:16         |
| 2.  | «Young Americans» (Ремикс Тони Висконти 2007 года американской сингл-версии)                                |                                                 | Young Americans | 3:10         |
| 3.  | «Diamond Dogs»                                                                                              |                                                 | Diamond Dogs | 5:50         |
| 4.  | «Rebel Rebel»                                                                                               |                                                 | Diamond Dogs | 4:30         |
| 5.  | «Sorrow» | Боб Фельдман, Джерри Голдштейн, Ричард Готтерер | Pin Ups | 2:53         |
| 6.  | «Drive-In Saturday»                                                                                         |                                                 | Aladdin Sane | 4:30         |
| 7.  | «All the Young Dudes» (до этого не издавалась, Стереофонический ремикс подарен Боуи группе Mott the Hoople) |                                                 | Записана в 1972 году для альбома Aladdin Sane, перезаписана/переиздана в том же году группой Mott the Hoople для их альбома All the Young Dudes | 3:08         |
| 8.  | «The Jean Genie» (оригинальный сингловый микс)                                                              |                                                 | Оригинальная версия выпущена в альбоме Aladdin Sane; сингловый микс издан в 1972 году                                                           | 4:05         |
| 9.  | «Moonage Daydream»                                                                                          |                                                 | The Rise and Fall of Ziggy Stardust and the Spiders from Mars                                                                                   | 4:39         |
| 10. | «Ziggy Stardust»                                                                                            |                                                 | The Rise and Fall of Ziggy Stardust and the Spiders from Mars                                                                                   | 3:12         |
| 11. | «Starman» (оригинальный сингловый микс)                                                                     |                                                 | The Rise and Fall of Ziggy Stardust and the Spiders from Mars; сингловый микс, выпущенный за несколько месяцев до выхода основного альбома      | 4:12         |
| 12. | «Life on Mars?» (ремикс Кена Скотта 2003 года; выпущена эксклюзивно на трёхдисковом издании)                |                                                 | Hunky Dory | 3:48         |
| 13. | «Oh! You Pretty Things»                                                                                     |                                                 | Hunky Dory | 3:12         |
| 14. | «Changes»                                                                                                   |                                                 | Hunky Dory | 3:35         |
| 15. | «The Man Who Sold the World»                                                                                |                                                 | The Man Who Sold the World | 3:57         |
| 16. | «Space Oddity»                                                                                              |                                                 | David Bowie (1969) | 5:14         |
| 17. | «In the Heat of the Morning» (Стереофонический ремикс)                                                      |                                                 | Первоначально выпущена в составе сборника The World of David Bowie (1970); записана в 1968 году                                                 | 2:58         |
| 18. | «Silly Boy Blue»                                                                                            |                                                 | Неверно указан оригинальный альбом — David Bowie (1969): была выпущена в альбоме David Bowie (1967)                                             | 3:54         |
| 19. | «Can't Help Thinking About Me» (выпущена под эгидой «David Bowie with the Lower Third»)                     |                                                 | Внеальбомный сингл (1966) | 2:43         |
| 20. | «You've Got a Habit of Leaving» (Дэйви Джонс; выпущена под эгидой «Davy Jones (& the Lower Third)»)         |                                                 | Внеальбомный сингл (1965) | 2:29         |
| 21. | «Liza Jane» (выпущена под эгидой «Davie Jones & The King Bees»)                                             | Лесли Конн                                      | Внеальбомный сингл (1964) | 2:15         |

### Версия на двойном виниле
| №  | Название                            | Автор(ы)  | Альбом                            | Длительность |
| -- | ----------------------------------- | --------- | --------------------------------- | ------------ |
| 1. | «Let's Dance» (сингловая версия)    |           | Let's Dance                       | 4:08         |
| 2. | «Ashes to Ashes» (сингловая версия) |           | Scary Monsters (and Super Creeps) | 3:35         |
| 3. | «„Heroes“» (сингловая версия)       | Боуи, Ино | «Heroes»                          | 3:33         |
| 4. | «Changes»                           |           | Hunky Dory                        | 3:35         |
| 5. | «Life on Mars?»                     |           | Hunky Dory                        | 3:49         |

| №   | Название                                          | Альбом | Длительность |
| --- | ------------------------------------------------- | --- | ------------ |
| 6.  | «Space Oddity»                                    | David Bowie (1969) | 5:14         |
| 7.  | «Starman» (оригинальная сингловая версия)         | The Rise and Fall of Ziggy Stardust and the Spiders from Mars; сингловый микс, выпущенный за несколько месяцев до выхода основного альбома | 4:12         |
| 8.  | «Ziggy Stardust»                                  | The Rise and Fall of Ziggy Stardust and the Spiders from Mars                                                                              | 3:12         |
| 9.  | «The Jean Genie» (орригинальный сингловый ремикс) | Оригинальная версия выпущена в альбоме Aladdin Sane; сингловый микс издан в 1972 году                                                      | 4:05         |
| 10. | «Rebel Rebel»                                     | Diamond Dogs | 4:30         |

| №   | Название                                                                | Автор(ы)                                                     | Альбом                                                                           | Длительность |
| --- | ----------------------------------------------------------------------- | ------------------------------------------------------------ | -------------------------------------------------------------------------------- | ------------ |
| 11. | «Golden Years» (сингловая версия)                                       |                                                              | Station to Station; сингловая версия, была выпущена годом ранее                  | 3:27         |
| 12. | «Fame»                                                                  | Боуи, Леннон, Аломар                                         | Young Americans                                                                  | 4:16         |
| 13. | «Sound and Vision»                                                      |                                                              | Low                                                                              | 3:03         |
| 14. | «Under Pressure» (совместно с Queen)                                    | Боуи, Джон Дикон, Брайан Мэй, Фредди Меркьюри, Роджер Тейлор | Внеальбомный сингл (1981); впоследствии песня выпущена в альбоме Queen Hot Space | 4:08         |
| 15. | «Sue (Or in a Season of Crime)» (совместно с Maria Schneider Orchestra) | Боб Бхамра, Боуи, Мария Шнайдер, Пол Бэйтман                 | Полноформатная оригинальная сингловая версия                                     | 7:23         |

| №   | Название                                                                 | Автор(ы)                   | Альбом                                                                             | Длительность |
| --- | ------------------------------------------------------------------------ | -------------------------- | ---------------------------------------------------------------------------------- | ------------ |
| 16. | «Hallo Spaceboy» (ремикс дуэта Pet Shop Boys; совместно с Pet Shop Boys) | Боуи, Ино                  | Первоначально выпущена в альбоме Outside; Pet Shop Boys сделали ремикс годом позже | 4:25         |
| 17. | «China Girl» (сингловая версия)                                          | Боуи, Остерберг (Игги Поп) | Let's Dance; оригинальная версия выпущена в альбоме Игги Попа The Idiot            | 4:15         |
| 18. | «Modern Love» (сингловая версия)                                         |                            | Let's Dance                                                                        | 3:56         |
| 19. | «Absolute Beginners» (сингловая версия)                                  |                            | Саундтрек к фильму Absolute Beginners                                              | 5:35         |
| 20. | «Where Are We Now?»                                                      |                            | The Next Day                                                                       | 4:09         |

### Однодисковое издание (для некоторых стран)
| №   | Название | Автор(ы)                                                     | Альбом | Длительность |
| --- | --- | ------------------------------------------------------------ | --- | ------------ |
| 1.  | «Let's Dance» (сингловая версия)                                                                              |                                                              | Let's Dance | 4:08         |
| 2.  | «Ashes to Ashes» (сингловая версия)                                                                           |                                                              | Scary Monsters (and Super Creeps) | 3:35         |
| 3.  | «Under Pressure» (совместно с Queen)                                                                          | Боуи, Джон Дикон, Брайан Мэй, Фредди Меркьюри, Роджер Тейлор | Внеальбомный сингл (1981); впоследствии песня выпущена в альбоме Queen Hot Space                                                           | 4:08         |
| 4.  | «„Heroes“» (сингловая версия)                                                                                 | Боуи, Ино                                                    | «Heroes» | 3:35         |
| 5.  | «Changes» |                                                              | Hunky Dory | 3:35         |
| 6.  | «Space Oddity» (Британская стереофоническая сингловая версия; выпущена эксклюзивно для однодискового издания) |                                                              | David Bowie (1969) | 4:33         |
| 7.  | «Lady Stardust» (эксклюзивно для издания на территории Японии)                                                |                                                              | The Rise and Fall of Ziggy Stardust and the Spiders from Mars                                                                              | 3:20         |
| 8.  | «Life on Mars?»                                                                                               |                                                              | Hunky Dory | 3:49         |
| 9.  | «Starman» (оригинальный сингловый ремикс)                                                                     |                                                              | The Rise and Fall of Ziggy Stardust and the Spiders from Mars; сингловый микс, выпущенный за несколько месяцев до выхода основного альбома | 4:12         |
| 10. | «Ziggy Stardust»                                                                                              |                                                              | The Rise and Fall of Ziggy Stardust and the Spiders from Mars                                                                              | 3:12         |
| 11. | «The Jean Genie» (оригинальный сингловый ремикс)                                                              |                                                              | Оригинальная версия выпущена в альбоме Aladdin Sane; сингловый микс издан в 1972 году                                                      | 4:05         |
| 12. | «Rebel Rebel»                                                                                                 |                                                              | Diamond Dogs | 4:30         |
| 13. | «Golden Years» (сингловая версия; эксклюзивно для издания на территории Аргентины, Мексики и Австралии)       |                                                              | Station to Station; сингловая версия, была выпущена годом ранее                                                                            | 3:27         |
| 14. | «Fame» | Боуи, Леннон, Аломар                                         | Young Americans | 4:16         |
| 15. | «Sound and Vision»                                                                                            |                                                              | Low | 3:03         |
| 16. | «Hallo Spaceboy» (ремикс дуэта Pet Shop Boys; совместно с Pet Shop Boys)                                      | Боуи, Ино                                                    | Первоначально выпущена в альбоме Outside; Pet Shop Boys сделали ремикс годом позже                                                         | 4:25         |
| 17. | «China Girl» (сингловая версия)                                                                               | Боуи, Остерберг (Игги Поп)                                   | Let's Dance; оригинальная версия выпущена в альбоме Игги Попа The Idiot                                                                    | 4:15         |
| 18. | «Dancing in the Street» (совместно с Миком Джаггером)                                                         | Марвин Гэй, Уильям «Микки» Стивенсон, Айви Джо Хантер        | Внеальбомный сингл записанный для фестиваля Live Aid                                                                                       | 3:11         |
| 19. | «Absolute Beginners» (Американская сингловая версия)                                                          |                                                              | Саундтрек к фильму Absolute Beginners | 4:46         |
| 20. | «Where Are We Now?»                                                                                           |                                                              | The Next Day | 4:09         |
| 21. | «Sue (Or in a Season of Crime)» (радиоверсия; совместно с Maria Schneider Orchestra)                          | Боб Бхамра, Боуи, Мария Шнайдер, Пол Бэйтман                 | До этого не издавалась на CD | 4:01         |

## Чарты и сертификация
| Чарт (2014-16)                         | Высшая позиция |
| -------------------------------------- | -------------- |
| Австралия (ARIA)                       | 3              |
| Австрия (Ö3 Austria)                   | 4              |
| Бельгия/Фландрия (Ultratop)            | 9              |
| Бельгия/Валлония (Ultratop)            | 24             |
| Канада (Canadian Albums Chart)         | 61             |
| Чехия (ČNS IFPI)                       | 9              |
| Дания (Hitlisten)                      | 11             |
| Нидерланды (Album Top 100)             | 6              |
| Финляндия (Suomen virallinen lista)    | 31             |
| Франция (SNEP)                         | 11             |
| Германия (Offizielle Top 100)          | 4              |
| Greek Albums (IFPI)                    | 9              |
| Венгрия (MAHASZ)                       | 7              |
| Ирландия (IRMA)                        | 11             |
| Италия (Classifica album)              | 6              |
| Япония (Oricon)                        | 35             |
| Новая Зеландия (RMNZ)                  | 1              |
| Норвегия (VG-lista)                    | 14             |
| Польша (ZPAV)                          | 49             |
| Португалия (AFP)                       | 5              |
| Шотландия (Scottish Albums Chart)      | 5              |
| Испания (PROMUSICAE)                   | 11             |
| Швеция (Sverigetopplistan)             | 20             |
| Швейцария (Schweizer Hitparade)        | 5              |
| Великобритания (UK Albums Chart)       | 5              |
| US Billboard 200                       | 57             |
| США (Billboard Top Alternative Albums) | 5              |
| США (Billboard Top Rock Albums)        | 5              |

| Чарт (2014)                        | Позиция |
| ---------------------------------- | ------- |
| Belgian Albums (Ultratop Flanders) | 115     |

| Чарт (2016)                        | Позиция |
| ---------------------------------- | ------- |
| Australian Albums (ARIA)           | 15      |
| Austrian Albums (Ö3 Austria)       | 61      |
| Dutch Albums (MegaCharts)          | 83      |
| German Albums (Offizielle Top 100) | 77      |
| Hungarian Albums (MAHASZ)          | 46      |
| Italian Albums (FIMI)              | 53      |
| New Zealand Albums (RMNZ)          | 4       |
| Spanish Albums (PROMUSICAE)        | 76      |
| Swiss Albums (Schweizer Hitparade) | 81      |
| UK Albums (OCC)                    | 40      |

| Регион | Сертификация | Продажи |
| --- | ------------ | ------- |
| Австралия (ARIA) | Платиновый   | 70 000^ |
| Бельгия (BEA) | Золотой      | 15 000* |
| Италия (FIMI) | Золотой      | 25 000* |
| Новая Зеландия (RMNZ) | Платиновый   | 15 000^ |
| Великобритания (BPI) | Золотой      | 100 000 |
| * Данные о продажах приведены только на основе сертификации. ^ Данные о тиражах приведены только на основе сертификации. |              |         |